# IK Волопаса
IK Волопаса (лат. IK Boötis) — тройная звезда в созвездии Волопаса на расстоянии приблизительно 758 световых лет (около 232 парсеков) от Солнца. Видимая звёздная величина звезды — от +11,76m до +11,42m.
Пара первого и второго компонентов — двойная затменная переменная звезда типа W Большой Медведицы (EW). Орбитальный период — около 0,3031 суток (7,2748 часа).

## Характеристики
Первый компонент — жёлтый карлик спектрального класса G2. Масса — около 0,99 солнечной, радиус — около 0,91 солнечного, светимость — около 0,729 солнечной*. Эффективная температура — около 5762 K.
Второй компонент — жёлтый карлик спектрального класса G. Масса — около 0,86 солнечной, радиус — около 0,85 солнечного, светимость — около 0,641 солнечной*. Эффективная температура — около 5422 K.
Третий компонент — красный карлик спектрального класса M. Масса — около 0,21 солнечной. Орбитальный период — около 9,74 года*.